# Sedici alberi
Sedici alberi (in norvegese Svøm med dem som drukner) è il romanzo dello scrittore norvegese Lars Mytting, pubblicato nel 2014 nella prima edizione in norvegese da Gyldendal e nel 2017 nella prima edizione in italiano da DeA Planeta. 

## Storia editoriale
Il romanzo esce nel 2014 dopo che l'autore ha raggiunto la fama coi suoi precedenti Norwegian Wood e The Bell in the Lake. Nello stesso anno della sua uscita in Norvegia il romanzo Sedici alberi viene premiato dall'Associazione dei Librai Norvegesi.

## Trama
Il racconto descrive la vicenda di Edvard, cresciuto in una fattoria di montagna in Norvegia col nonno Sverre. Edvard ha perso i genitori quando aveva tre anni ma non ha mai saputo in quali circostanze è avvenuta e mantiene solo un lontano ricordo di sua madre. Sa tuttavia che il fratello di suo nonno, Einar, è in qualche modo legato alla vicenda. La svolta per il giovane si realizza quando viene loro consegnata una bara per il nonno molto prima della sua morte. La bara è un pezzo di artigianato particolarmente elaborato, lavoro probabilmente eseguito da un ebanista, come era il fratello del nonno Einar, che forse, a questo punto, non è morto. Edvard decide di partire per scoprire cosa è avvenuto nella sua famiglia, il suo viaggio è lungo, dalla Norvegia arriva alle isole Shetland e poi sui luoghi che furono di battaglia della Francia durante la seconda guerra mondiale.

## Personaggi
- Einar, ebanista norvegese.[5]
- Sverre, nonno di Edvard e fratello di Einar.[5]
- Edvard, nipote di Einar e Bestefar.[5]
- Il piccolo bosco con sedici alberi di noce, al centro della vicenda anche se è non un vero personaggio.[5]

## Edizioni

### Edizione originale in norvegese
- (NO) Lars Mytting, Svøm med dem som drukner : roman, Oslo, Gyldendal, 2014, OCLC 898758034.

### Edizione in italiano
- Lars Mytting, Sedici alberi, traduzione di Luca Vaccari, Milano, DeA Planeta Libri, 2017, ISBN 9788851152352, OCLC 1020119521.

### Edizioni in altre lingue
- (NL) Lars Mytting, De vlamberken : roman, traduzione di Paula Stevens, Amsterdam, Uitgeverij Atlas Contact, 2015, OCLC 921250708.
- (SV) Lars Mytting, Simma med de drunknade, traduzione di Lotta Eklund, Stockholm, Wahlström & Widstrand, 2015, OCLC 942597581.
- (DA) Lars Mytting, Svøm med dem som drukner, traduzione di Rolf Stavnem, Copenaghen, Rosinante, 2015, OCLC 913716593.
- (PL) Lars Mytting, Płyń z tonącymi, traduzione di Karolina Drozdowska, Sopot, Smak Słowa, 2016, OCLC 953168317.
- (EN) Lars Mytting, The sixteen trees of the Somme, traduzione di Paul Russell Garrett, London, Maclehose Press Quercus, 2017, OCLC 980492371.
- (FR) Lars Mytting, Les seize arbres de la Somme, traduzione di Céline Romand-Monnier, Arles, Actes Sud, 2017, OCLC 1016446601.
- (ES) Lars Mytting, Los dieciséis árboles del Somme, traduzione di Cristina Gómez Baggethun, Barcelona, Penguin Random House Grupo Editorial, 2017, OCLC 1014036386.
- (RU) Lars Mytting, Шестнадцать деревьев Соммы / Shestnadt︠s︡atʹ derevʹev Sommy, Moskva, Grand Master, 2018, OCLC 1056748084.